# ديفيد جي. هاسكيل
ديفيد جي. هاسكيل (بالإنجليزية: David G. Haskell)‏ هو أحيائي أمريكي، ولد في 1950.